# Campionato mondiale di hockey su ghiaccio - Terza Divisione 2012
Il Campionato mondiale di hockey su ghiaccio - Terza Divisione 2012 è stato un torneo di hockey su ghiaccio organizzato dall'International Ice Hockey Federation. Il torneo si è disputato fra il 15 e il 21 aprile 2012. Le sei squadre partecipanti sono state riunite in un unico gruppo. Le partite si sono svolte a Erzurum, in Turchia. La Turchia ha concluso il torneo in prima posizione, garantendosi la partecipazione al Campionato mondiale di hockey su ghiaccio - Seconda Divisione 2013.

## Partecipanti
| Nazionale      | Qualificazione                                                  |
| -------------- | --------------------------------------------------------------- |
| Corea del Nord | Sesta e retrocessa dalla Seconda Divisione - Gruppo A del 2011. |
| Irlanda        | Sesto e retrocesso dalla Seconda Divisione - Gruppo B del 2011. |
| Turchia        | Ospitante, terza nella Terza Divisione del 2011.                |
| Lussemburgo    | Quarto nella Terza Divisione del 2011.                          |
| Grecia         | Quinta nella Terza Divisione del 2011.                          |
| Mongolia       | Sesta nella Terza Divisione del 2011.                           |

## Incontri
| Erzurum 15 aprile 2012, ore 13:00 UTC+3 | Grecia | 1 – 6 (1-1; 0-3; 0-2) referto | Turchia | GSIM Ice Arena (500 spett.) |

| Erzurum 15 aprile 2012, ore 17:00 UTC+3 | Lussemburgo | 7 – 2 (4-1; 2-0; 1-0) referto | Irlanda | GSIM Ice Arena (120 spett.) |

| Erzurum 15 aprile 2012, ore 21:00 UTC+3 | Mongolia | 2 – 12 (1-2; 1-3; 0-7) referto | Corea del Nord | GSIM Ice Arena (22 spett.) |

| Erzurum 16 aprile 2012, ore 13:00 UTC+3 | Irlanda | 5 – 3 (2-0; 2-1; 1-2) referto | Grecia | GSIM Ice Arena (178 spett.) |

| Erzurum 16 aprile 2012, ore 17:00 UTC+3 | Corea del Nord | 4 – 1 (0-1; 3-0; 1-0) referto | Lussemburgo | GSIM Ice Arena (132 spett.) |

| Erzurum 16 aprile 2012, ore 21:00 UTC+3 | Turchia | 10 – 0 (4-0; 2-0; 4-0) referto | Mongolia | GSIM Ice Arena (254 spett.) |

| Erzurum 18 aprile 2012, ore 13:00 UTC+3 | Corea del Nord | 4 – 1 (0-0; 2-0; 2-1) referto | Grecia | GSIM Ice Arena (43 spett.) |

| Erzurum 18 aprile 2012, ore 17:00 UTC+3 | Irlanda | 3 – 5 (0-1; 3-2; 0-2) referto | Turchia | GSIM Ice Arena (216 spett.) |

| Erzurum 18 aprile 2012, ore 21:00 UTC+3 | Mongolia | 1 – 5 (1-4; 0-1; 0-0) referto | Lussemburgo | GSIM Ice Arena (55 spett.) |

| Erzurum 19 aprile 2012, ore 13:00 UTC+3 | Turchia | 4 – 2 (0-0; 3-2; 1-0) referto | Corea del Nord | GSIM Ice Arena (102 spett.) |

| Erzurum 19 aprile 2012, ore 17:00 UTC+3 | Lussemburgo | 6 – 0 (1-0; 4-0; 1-0) referto | Grecia | GSIM Ice Arena (47 spett.) |

| Erzurum 19 aprile 2012, ore 21:00 UTC+3 | Irlanda | 8 – 4 (2-0; 2-1; 4-3) referto | Mongolia | GSIM Ice Arena (31 spett.) |

| Erzurum 21 aprile 2012, ore 13:00 UTC+3 | Grecia | 4 – 1 (1-0; 1-1; 2-0) referto | Mongolia | GSIM Ice Arena (48 spett.) |

| Erzurum 21 aprile 2012, ore 17:00 UTC+3 | Turchia | 8 – 1 (1-0; 4-0; 3-1) referto | Lussemburgo | GSIM Ice Arena (451 spett.) |

| Erzurum 21 aprile 2012, ore 21:00 UTC+3 | Corea del Nord | 5 – 0 (2-0; 0-0; 3-0) referto | Irlanda | GSIM Ice Arena (102 spett.) |

## Classifica
| Pos. |                | PG | V | VOT | POT | P | GF | GS | DR  | Pt |
| 1.   | Turchia        | 5  | 5 | 0   | 0   | 0 | 33 | 7  | +26 | 15 |
| 2.   | Corea del Nord | 5  | 4 | 0   | 0   | 1 | 27 | 8  | +19 | 12 |
| 3.   | Lussemburgo    | 5  | 3 | 0   | 0   | 2 | 20 | 15 | +5  | 9  |
| 4.   | Irlanda        | 5  | 2 | 0   | 0   | 3 | 18 | 24 | -6  | 6  |
| 5.   | Grecia         | 5  | 1 | 0   | 0   | 4 | 9  | 22 | -13 | 3  |
| 6.   | Mongolia       | 5  | 0 | 0   | 0   | 5 | 8  | 39 | -31 | 0  |

## Riconoscimenti individuali
- Miglior portiere: Philippe Lepage -  Lussemburgo
- Miglior difensore: Pong Il Ri -  Corea del Nord
- Miglior attaccante: Gareth Roberts -  Irlanda

## Classifica marcatori
| Giocatore        | PG | G | A | Pt | +/- | MP |
| ---------------- | -- | - | - | -- | --- | -- |
| Gareth Roberts   | 5  | 7 | 7 | 14 | +1  | 4  |
| Emrah Ozmen      | 5  | 5 | 5 | 10 | +11 | 6  |
| Robert Beran     | 5  | 4 | 6 | 10 | +5  | 8  |
| Serdar Semiz     | 5  | 6 | 3 | 9  | +7  | 16 |
| Yusuf Halil      | 4  | 4 | 5 | 9  | +7  | 2  |
| Erdogan Coskul   | 5  | 3 | 4 | 7  | +11 | 0  |
| Serkan Gumus     | 5  | 3 | 4 | 7  | +9  | 14 |
| Pong Il Ri       | 5  | 2 | 5 | 7  | +11 | 10 |
| Gurkan Cetinkaya | 5  | 1 | 6 | 7  | +10 | 6  |
| Ju Hyok Kim      | 5  | 4 | 2 | 6  | +6  | 8  |

Fonte: IIHF.com

## Classifica portieri
| Giocatore          | Min    | TC  | GS | SO | MGS  | Sv%   |
| ------------------ | ------ | --- | -- | -- | ---- | ----- |
| Fikri Atali        | 180:00 | 73  | 3  | 1  | 1.00 | 95.89 |
| Philippe Lepage    | 148:32 | 75  | 4  | 1  | 1.62 | 94.67 |
| Levent Ozbaydugan  | 120:00 | 52  | 4  | 0  | 2.00 | 92.31 |
| Kun Hyok Pak       | 218:44 | 57  | 6  | 0  | 1.65 | 89.47 |
| Ntalimpor Ploutsis | 209:13 | 126 | 16 | 0  | 4.59 | 87.30 |

Fonte: IIHF.com